# 卡尔·奥韦·克瑙斯高
卡尔·奥韦·克瑙斯高（Karl Ove Knausgård，1968年12月6日—），挪威作家，其代表作是六卷本长篇自传体小说《我的奋斗》。2017年，他因为这本书获得耶路撒冷奖。

## 生平
克瑙斯高出生于挪威奥斯陆的教师家庭，父母离异给他留下了童年阴影。父亲离家出走后堕落为酒鬼，并早早离世，这为他后来的写作提供了素材。
长大后他在卑尔根大学学习了文学艺术，励志成为作家。1998年，克瑙斯高发表了小说处女作《绝世》，获挪威评论家文学奖。2004年他发表了《万物之时》，入围北欧理事会文学奖。
之后他的创作一度陷入困境，这时他已有三个孩子：万尼亚、海蒂和约翰，二婚娶琳达·博斯特伦为妻。2009年，他改变了创作思路，推出了新作《我的奋斗》前两卷，一时洛阳纸贵。

## 创作
克瑙斯高将家搬到了瑞典马尔默，正是在这里他写出了《我的奋斗》这部自传体小说。一开始他一天写5页，后来增加至20页。这本书的第一卷是关于他的父亲，第二卷则讨论了自己的婚姻失败，后来则扩展至其他家庭人物。到2011年，他完成了全部六卷的创作。
他的写作曾激怒了其父系亲属，一度因此闹上法庭，后来不得不改掉了书中一些人的名字。他的前妻一开始曾欢迎这部小说，但对克瑙斯高分析婚姻失败却很难接受。现任妻子更一度因为书中描写而情绪失控，结果作者后来在后4卷中将镜头更多对准了自己的早年生活。《我的奋斗》出版后，曾几个月占据着挪威畅销书榜首位。